# 角垃土蛛
角垃土蛛（学名：Latouchia cornuta）为螲蟷科垃土蛛属的动物。在中国大陆，分布于陕西等地，生活习性为穴居。该物种的模式产地在陕西。